# The Tragically Hip
The Tragically Hip (часто просто The Hip) Канадський рок-гурт з Кінгстон (Онтаріо). Склад гурту: Гордон Дауні (вокал), гітарист Паул Лангоіс, гітарист Роб Байкер, басист Горд Сінклер і барабанщик Джонні Фей. Гурт випустив 14 студійних альбомів, два концертних альбоми, 1 EP і 54 сингли. Дев'ять з їхніх альбомів очолювали канадські хіт-паради. Гурт отримав численні канадські музичні нагороди, включно 14 Juno Awards.
Після того як у вокаліста Гордона Дауні було діагностовано кінцева стадія раку мозку в 2016 році, гурт організувала заключний концертний тур Канадою для підтримки їхнього тринадцятого альбому Man Machine Poem. Фінальний концерт було проведено в Rogers K-Rock Centre Кінгстон (Онтаріо), 20 серпня 2016 року.

## Історія

### Рання історія (1984–1991)
Групу The Tragically Hip було сформовано в 1984 році в Кінгстон (Онтаріо). Засновники групи Горд Сінклер та Роб Байкер були студентами в Kingston Collegiate. Байкер і Сінклер приєднались з Дауні і Фай в 1984 році і почали грати в Кінгстоні.  Гітарист Паул Лангоіс приєднався до гурту в 1986 році; саксофоніст Девіс Мінаінг покинув групу в цьому-ж році. Назву групи було запозичено з відеокліпу Майкла Несміта "Частини слона".
До середини 1980-х гурт виступав на невеликих концертних площадках в Онтаріо поки їх не побачив президент компанії MCA Records Брюс Діккінсон на сцені Horseshoe Tavern в Торонто. Ними було підписано довго-строковий контракт з MCA, і записали міні-альбом The Tragically Hip. В цьому альбомі було представлено дві пісні: "Small Town Bring-Down" і "Highway Girl".
В 1989 гурт представив альбом Up to Here. Альбом складався з чотирьох пісень: "Blow at High Dough", "New Orleans Is Sinking", "Boots or Hearts" і "38 Years Old". Всі ці чотири пісні часто були на ротації в сучасних канадських рок-радіо. Альбом Road Apples представлений в 1991 році (в альбом входило три пісні "Little Bones", "Twist My Arm" і "Three Pistols") досяг першого місця в канадських чартах.
Ці два повні альбоми інколи характеризуються відтінками блюзу.

### 1992–1997
The Hip випустила третій альбом Fully Completely в 1992 році, який був представлений піснями "Locked in the Trunk of a Car", "Courage", "At the Hundredth Meridian" та трьома іншими. Цей альбом відрізнявся меншим впливом блюзу ніж попередні альбоми. The Hip проводить перший тур.
Наступний альбом Day for Night було випущено в 1994.
Гурт досліджує унікальні звуки та етнос, залишивши позаду весь вплив блюзу. Вокальний стиль Дауні змінився коли гурт експериментує з структурою пісень. Пісні стають пов'язані з темами канадійської географії та історії, всі мотиви стають виразно асоціативні з The Hip.
В липні 1996 року гурт стає хедлайнером фестивалю Edenfest. Трьох денний концерт відбувся в Моспорт-парку, в Боуманвілль, Онтаріо, Канада, всього через кілька місяців після того як було представлено альбом "Trouble At the Henhouse". На концерт було продано більше 70 000 квитків, а ще близько 20 000 чоловік отримали доступ до концертного майданчика після того як зовнішня безпека була зламана.

### 1998–2003
В 1998 році, гурт випустив сьомий повний альбом, Phantom Power. В 1999 році цей альбом виграв Juno Award як найкращий рок-альбом і найкращий дизайн альбому. В 2000 році сингл з цього альбому "Bobcaygeon" виграв Juno Award for Single of the Year. Альбом став платиновим в Канаді три рази.
В лютому 1999 року, The Hip грає перший концерт на новому Air Canada Centre в Торонто.
В 2001 альбом Music @ Work виграв нагороду Juno Award як найкращий рок альбом. Особливістю альбому став бек-вокал Julie Doiron.
В 2002 році було випущено альбом In Violet Light, який став платиновим в Канаді. Пізніше цього-ж року з'явилось камео у фільмі "Хлопці з віниками". Дві пісні "Poets" і "Throwing Off Glass" були в звуковій доріжці до фільму.
10 жовтня 2002 року гурт The Tragically Hip виступив з двома піснями "It's a Good Life If You Don't Weaken" і "Poets" на гала-концерті в честь Єлизавети ІІ. В 2003 році гурт записав кавер "Black Day in July" (пісня про бунт в Детройті 1967 року).

### 2004–2008
Альбом In Between Evolution який було випущено в 2004 році зайняв першу сходинку в канадському чарті. З того часу було продано більше 100,000 копій.
1 листопада 2005 року гурт випустив подвійний CD, подвійний DVD бокс-сет Hipeponymous, в якому представлено всі пісні та відео гурту, документальний фільм "Macroscopic", мультиплікаційний короткий фільм "The Right Whale", дві нові пісні ("No Threat" and "The New Maybe"), запис концерту 2004 року "Ця ніч в Торонто" і подвійний CD з колекцією найкращих хітів Yer Favourites.
В 2006 році було випущено студійний альбом World Container. Альбом займав перше місце в канадському рок-чарті. Гурт провів тур найбільшими містами Канади та в деяких містах США. Тур східною Канадою, Європою та вибраними містами США відбувся пізніше цього-ж року.
23 лютого 2008 року гурт повернувся до рідного Кінгстона, де провів перший живий концерт на новозбудованій  арені K-Rock Centre.

### 2009 – 2016
7 квітня 2009 року було випущено альбом We Are the Same. Для промоції альбому гурт запросив телевізійну зірку Джорджа Стромболополос, який зняв матеріал (для свого вечірнього шоу) в The Bath House Recording Studio (де було записано альбом), а також гурт зіграв сім нових пісень та унікальні версії п'яти інших пісень.
22 січня 2010 року гурт виступав на телевізійному марафоні "Канада для Гаїті". Метою теле-марафону був збір коштів для постраждалих від землетрусу. Теле-марафон було показано на трьох основних канадійских теле-мережах (CBC, Global and CTV).

#### 2016: діагноз Дауні та фінальний тур
24 травня 2016 року гурт анонсував що Гордон Дауні було діагнозовано останню стадію раку мозку. Гурт також оголосив що, незважаючи на стан здоров'я Дауні, вони організовують тур влітку цього-ж року. Організатори туру зіштовхнулись з проблемою того що більшість передпродажних квитків були негайно викуплені спекулянтами які перепродували їх на StubHub (онлайн платформа eBay) піднявши ціну від початкової на 2,000 відсотків.
Тринадцятий альбом гурту Man Machine Poem було представлено публіці 17 червня 2016 року.
Фінальний концерт гурту було проведено на арені Rogers K-Rock Centre в рідному місті учасників Кінгстон (Онтаріо). Концерт відвідав канадський прем'єр-міністр Джастін Трюдо. Концерт було показано в прямому ефірі Canadian Broadcasting Corporation  та YouTube.

## Цікаві факти
У гурту є хіт “Fifty-Mission Cap” присвячений Біллу Барілко, канадському хокеїсту українського походження, який забив вирішальний гол в фіналі Кубку Стенлі 1951 року, зник під час риболовлі того-ж року. Його тіло було знайдене 1962 року.
Ще одна балада “Wheat Kings" присвячена Давиду Мілгард, канадцю який помилково був засуджений за вбивство і зґвалтування та відбув 23 роки у в'язниці.

## Учасники гурту
Сучасні учасники
- Гордон Дауні (Gord Downie) – вокал та гітара
- Паул Лангоіс (Paul Langlois) – гітара та бек-вокал
- Роб Байкер (Rob Baker) – гітара
- Горд Сінклер (Gord Sinclair) – бас та бек-вокал
- Джонні Фай (Johnny Fay) – ударні музичні інструменти

Минулі учасники
- Девіс Маннінг (Davis Manning) – саксофон

## Нагороди

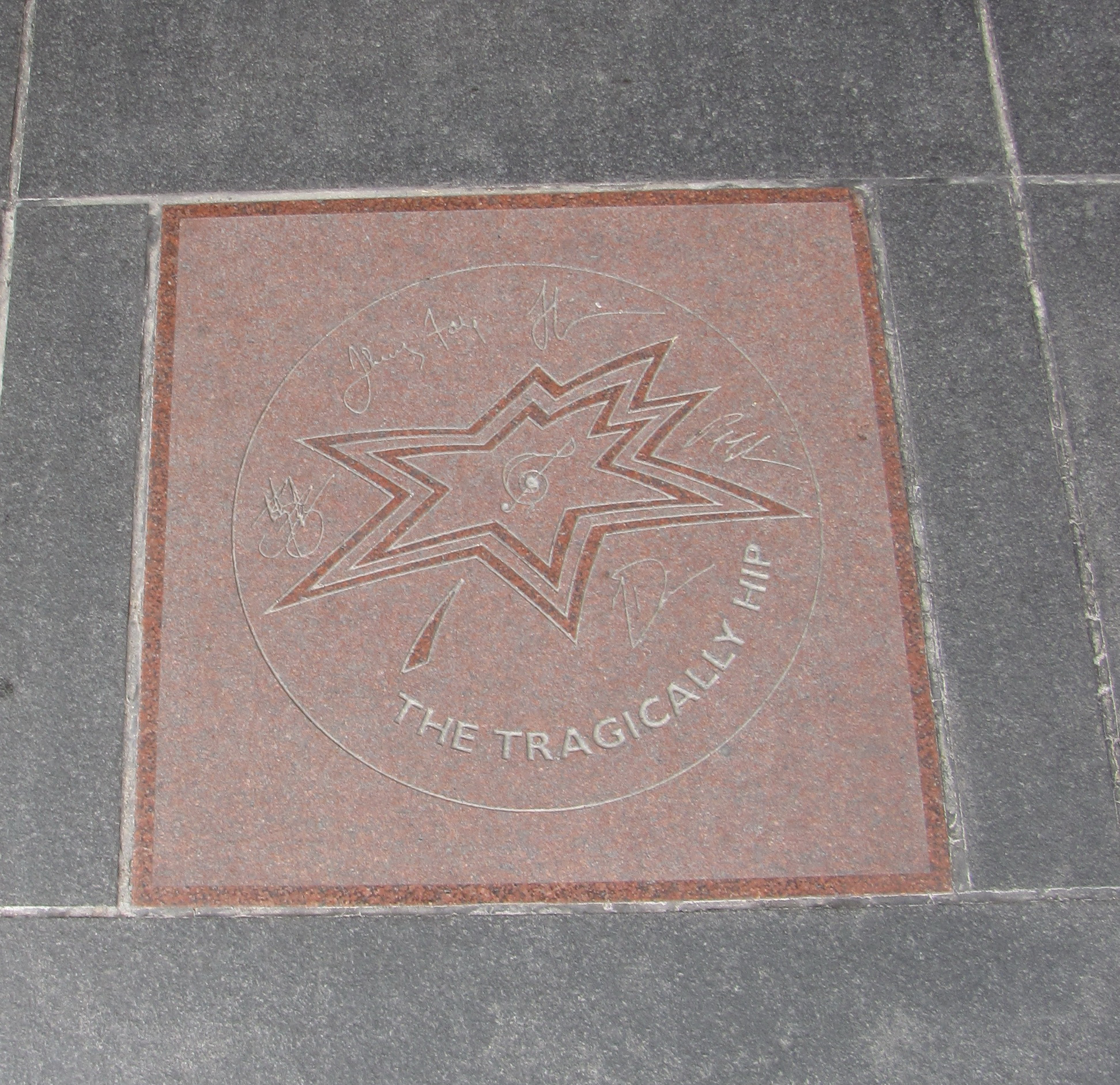
Зірка гурту The Tragically Hip's на Канадській Алеї Слави

Канадська Алея Слави:
- 2002: встановлено в Торонто

## Дискографія

### Студійні альбоми
- The Tragically Hip (EP)  (RCA Canada/MCA, 1987)
- Up to Here (MCA, 1989)
- Road Apples (MCA, 1991)
- Fully Completely (MCA, 1992)
- Day for Night (MCA, 1994)
- Trouble at the Henhouse (MCA, 1996)
- Phantom Power (Universal, 1998)
- Music @ Work (Universal, 2000)
- In Violet Light (Universal, 2002)
- In Between Evolution (Universal, 2004)
- World Container (Universal, 2006)
- We Are the Same (Universal, 2009)
- Now for Plan A (Universal, 2012)
- Man Machine Poem (Universal, 2016)

## Дивись також
- Канадський рок
- Музика в Канаді
- Список діамантових альбомів Канади